# Trifluoperazyna
Trifluoperazyna – organiczny związek chemiczny, piperazynowa pochodna fenotiazyny, stosowana jako lek przeciwpsychotyczny (neuroleptyk). Jest jednym z najwcześniej wprowadzonych neuroleptyków, pierwsze badania kliniczne przeprowadzono w 1957 roku.

## Mechanizm działania
Trifluoperazyna jest klasycznym neuroleptykiem, blokującym receptory dopaminergiczne D2.
Profil receptorowy trifluoperazyny (stała dysocjacji Ki dla ludzkich receptorów):

- 5-HT1A (Ki = 950 nM)[2]
- 5-HT2A (Ki = 13 nM)[2]
- 5-HT2C (Ki = 378 nM)[2]
- 5-HT6 (Ki = 118 nM)[2]
- 5-HT7 (Ki = 290,7 nM)[2]
- D2 (Ki = 0,96[3]–2,6 nM[4])
- D4 (Ki = 44 nM)[3]
- α1A (Ki = 24 nM)[2]
- α2A (Ki = 653,7 nM)[2]
- α2B (Ki = 163,6 nM)[2]
- α2C (Ki = 391,5 nM)[2]
- H1 (Ki = 63 nM)[2]
- M3 (Ki = =1001 nM)[2]

Badania na zwierzęcych receptorach sugerują również słaby antagonizm wobec receptorów sigma (Ki = 345 nM).

## Wskazania
FDA zarejestrowała trifluoperazynę w leczeniu objawów schizofrenii i jako lek drugiego rzutu w niepsychotycznych zaburzeniach lękowych. Z przeglądu systematycznego badań klinicznych Cochrane Collaboration z roku 2004 wynika, że trifluoperazyna wykazuje podobną skuteczność w leczeniu objawów schizofrenii jak inne neuroleptyki, i ma podobny profil działań niepożądanych.

## Działania niepożądane
Do istotnych działań niepożądanych leku należą akatyzja, poneuroleptyczny zespół ubytkowy, wysypka, priapizm, objawy pozapiramidowe, w tym późne dyskinezy, hiperprolaktynemia. Rzadko występuje złośliwy zespół neuroleptyczny, żółtaczka, napady drgawkowe. W porównaniu z innymi fenotiazynami rzadziej powoduje sedację i ortostatyczne spadki ciśnienia, natomiast częściej wywołuje objawy pozapiramidowe.

## Dawkowanie
W leczeniu psychoz najczęściej stosuje się dzienne dawki 15–20 mg. Ze względu na długi czas półtrwania wielu pacjentów może wymagać podawania leku w pojedynczej dawce.

## Preparaty
- Apo-Trifluoperazine
- Eskazinyl
- Eskazine
- Jatroneural
- Modalina
- Stelazine
- Terfluzine
- Trifluoperaz
- Triftazin

Lek dostępny jest w postaci tabletek, płynu i iniekcji domięśniowych. Dawniej produkowano preparaty zawierające trifluoperazynę i tranylcyprominę (Jatrosom N, Parmodalin) oraz trifluoperazynę i amobarbital (Jalonac).